# Hyptec HT
Hyptec HT (кит. 昊铂HT; пиньинь Hàobó HT), ранее известный как Hyper HT — среднеразмерный купеобразный электромобиль-внедорожник, производимый китайским автопроизводителем GAC Aion и продаваемый под брендом электромобилей премиум-класса Hyptec. После Hyptec SSR и Hyptec GT, это третья модель Hyptec.

## Описание
Hyptec HT приводится в движение электродвигателем мощностью 250 кВт (340 л. с.) и крутящим моментом 430 Н⋅м. До 100 км/ч автомобиль разгоняется за 5,8 сек.
Базовая комплектация имеет электродвигатель мощностью 180 кВт и крутящим моментом 355 Н⋅м с приводом на заднюю ось. Напряжение бортовой сети составляет 400 В. До 100 км/ч автомобиль разгоняется за 6,8 сек. Запас хода на электротяге составляет 600 км, а 10-минутная зарядка может добавить 140 км к запасу хода. Три другие комплектации Hyptec HT имеют 800-вольтовую систему с тем же электродвигателем мощностью 250 кВт (335 л. с.) и крутящим моментом 430 Н⋅м, что обеспечивает время разгона до 100 км/ч за 5,8 сек. Запас хода двоих из них составляет 670 км на одной зарядке, а 15-минутная зарядка может добавить 415 км к запасу хода. Флагманская модель оснащена датчиками LiDAR и имеет запас хода 770 км с добавлением 450 км при 10-минутной зарядке.

## Технические характеристики
| Ёмкость аккумулятора | Годы производства      | Компоновка | Мощность            | Крутящий момент | Разгон до 100 км/ч |
| -------------------- | ---------------------- | ---------- | ------------------- | --------------- | ------------------ |
| 70 кВт⋅ч             | 2023 — настоящее время | RWD        | 180 кВт (241 л. с.) | 355 Н⋅м         | 6,8 сек.           |
| 72,7 кВт⋅ч           | 2023 — настоящее время | RWD        | 180 кВт (241 л. с.) | 355 Н⋅м         | 6,8 сек.           |
| 80 кВт⋅ч             | 2023 — настоящее время | RWD        | 250 кВт (335 л. с.) | 430 Н⋅м         | 5,8 сек.           |
| 99,5 кВт⋅ч           | 2023 — настоящее время | RWD        | 250 кВт (335 л. с.) | 430 Н⋅м         | 6,2 сек.           |

## Галерея

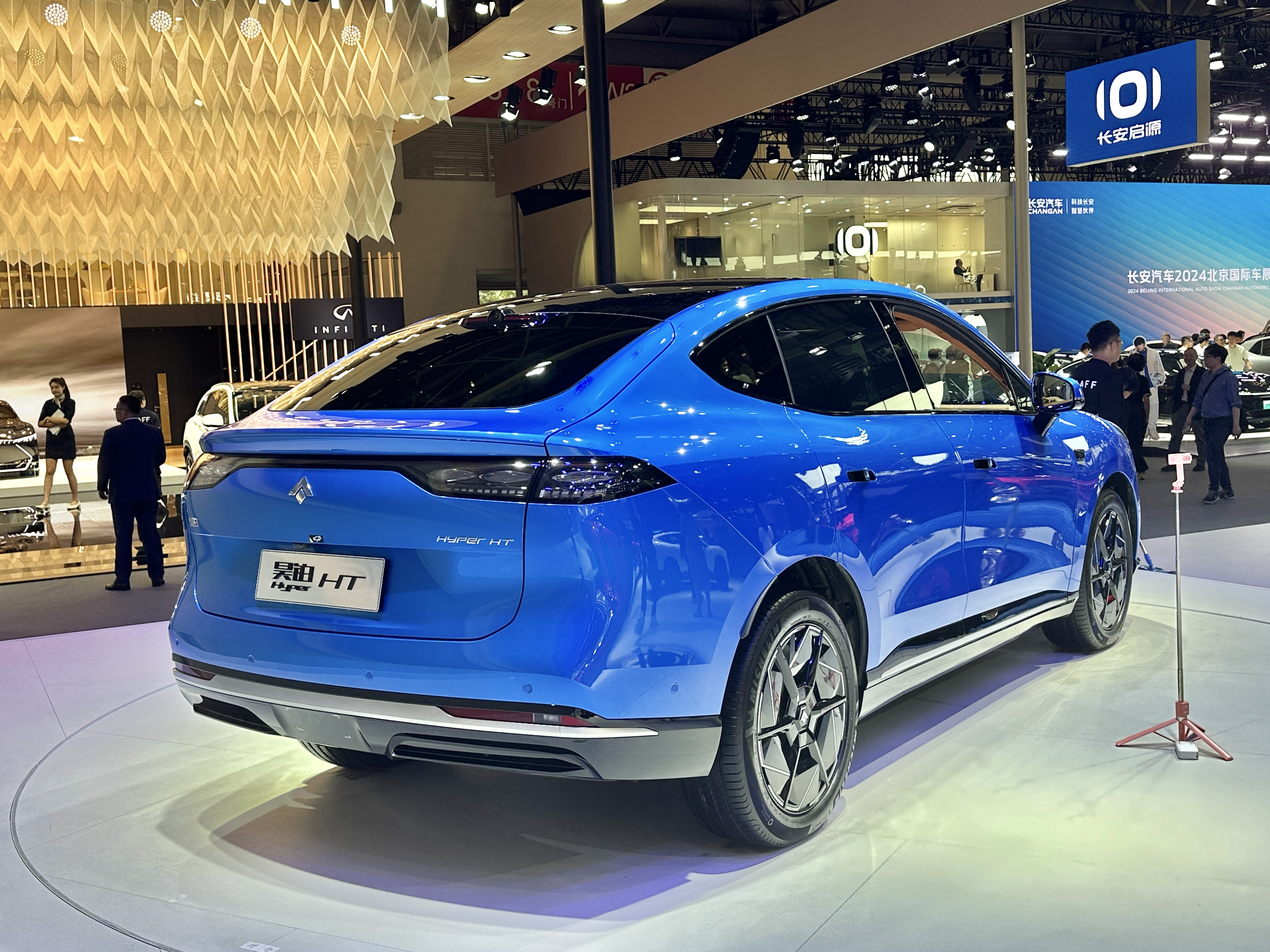
Вид сзади
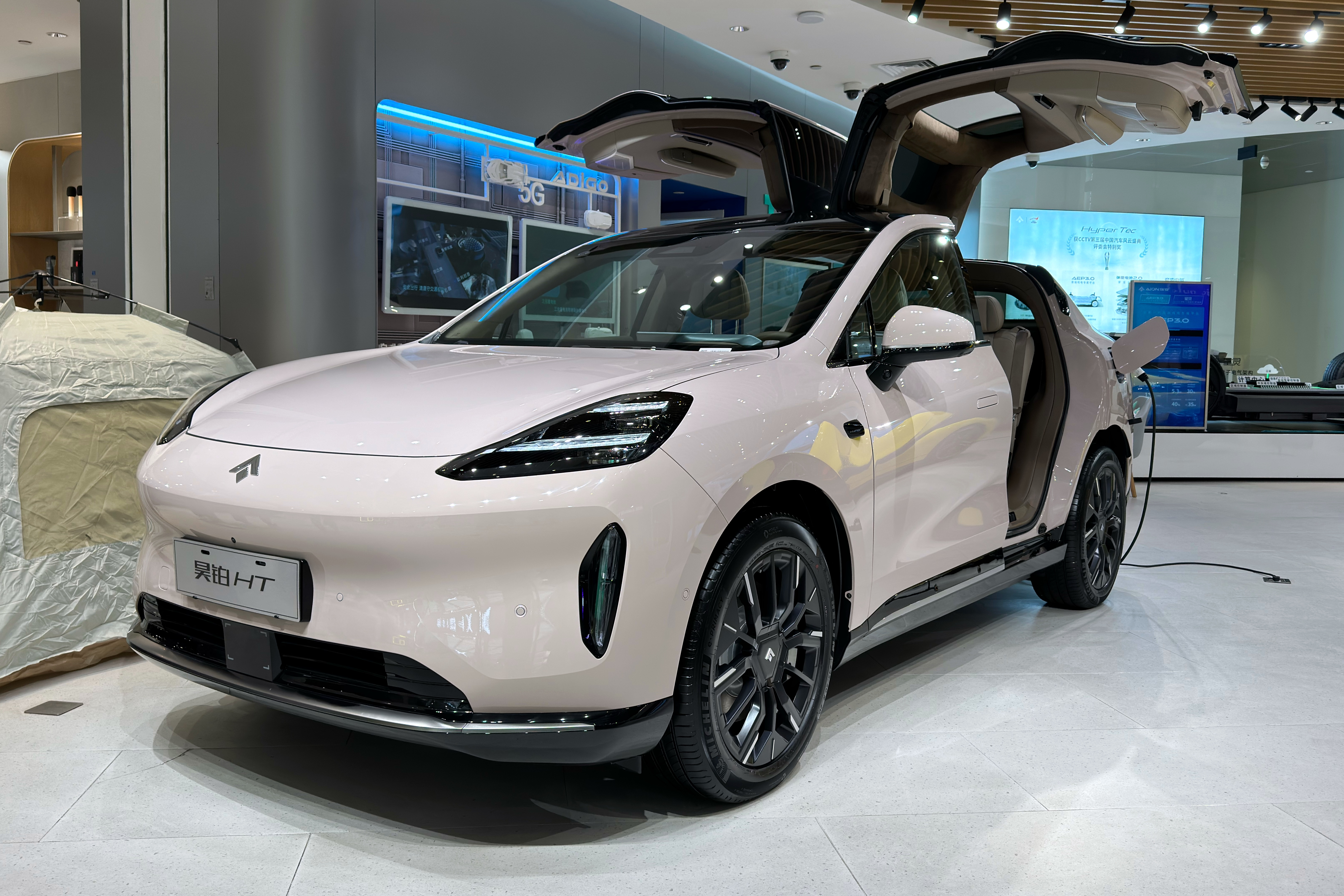
Версия с крылом чайки

## Мировые рынки

### Таиланд
В Таиланде продажи Hyptec HT начались 19 сентября 2024 года в двух комплектациях: Premium и Luxury Gull-Wing. Ёмкость аккумулятора составляет 83,3 кВт⋅ч.

### Индонезия
В Индонезии продажи Hyptec HT начались 8 ноября 2024 года в двух комплектациях: Premium и Ultra. Ёмкость аккумулятора составляет 83 кВт⋅ч.